# Cantone di Le Pastel
Il Cantone di Le Pastel è una divisione amministrativa dell'Arrondissement di Castres.
È stato istituito a seguito della riforma dei cantoni del 2014, che è entrata in vigore con le elezioni dipartimentali del 2015.

## Composizione
Comprende i comuni di:
- Appelle
- Bertre
- Blan
- Cambounet-sur-le-Sor
- Garrevaques
- Lempaut
- Lescout
- Palleville
- Poudis
- Puylaurens
- Saint-Germain-des-Prés
- Saint-Sernin-lès-Lavaur
- Saïx
- Soual
- Viviers-lès-Montagnes